# Château de La Chaume
Le château de La Chaume est un des trois châteaux situés à Corgoloin (Côte-d'Or) en Bourgogne-Franche-Comté .

## Localisation
Le château est implanté en bordure nord de la RD 2 à l'ouest de la voie ferrée et de la RD 20F, au nord du village.

## Historique
En 1315 Philibert de La Chaume tient la maison forte. En 1455, le duc a toute justice à Boncourt-la-Ronce et Boncourt-la-Fontaine, lesquels qui sont en ruines sauf la tour de la Chaume où il demeure. En 1474, Jacques Regnard tient la maison de la Chaume-lès-Nuits alors que Louis de Menessaire tient de à Corgoloin une maison et grange sans justice. Le 26 avril 1553, Jean Bataille, conseiller au Parlement de Dijon, reprend le fief de la Chaume[réf. souhaitée].
Le 26 juillet 1595, "les soldats de Seurre prennent la Chaume et la Rochepot qui menacent  Beaune". En 1681, la Chaume consiste en un bâtiment principal avec "10 chambres à feux, 7 salles basses, le tout sur cave, deux écuries, le tout formant un donjon bien fermé d'un pont-levis avec fossés plein d'eau, une chapelle, la basse-cour entourée de murs avec grange, pressoir, colombier et dans le jardin, un réservoir à poisson"[réf. souhaitée].

## Architecture
Le château de la Chaume est un bâtiment en H composé d'un corps central, flanqué de deux pavillons rectangulaires à ses extrémités est et ouest. Le logis, coiffé de toits à croupes couverts d'ardoises et éclairés par des tabatières comprend un rez-de-chaussée et deux étages. Il présente ne galerie avec colonnes monolithiques en façade sud au rez-de-chaussée alors que les deux pavillons délimitent une terrasse en façade nord.